# 亞濟瓦河
亞濟瓦河俄羅斯的河流，由彼爾姆邊疆區負責管轄，屬於維舍拉河的左支流，河道全長163公里，流域面積約5,900平方公里，河水主要來自融雪，每年十月下旬至翌年四月下旬結冰。